# 신우찬
신우찬은 대한민국의 전 국가대표 다이빙 선수다. 은퇴 후 고양짐다이빙클럽을 개설하는 등 생활 체육 분야에서 일하고 있다.

## 방송
- 스타 다이빙 쇼 스플래시 - 심사위원